# Дарниця (локомотивне депо)
Локомоти́вне депо́ «Дарниця» (ТЧ-9) — одне з 9 основних локомотивних депо Південно-Західної залізниці. Розташоване на однойменній станції. Локомотивне депо обслуговує і ремонтує маневрові тепловози, серії ЧМЕ3.

## Історичні відомості
Засноване 1932 року при залізничній станції Дарниця, відкритій ще 1902 року. Було повністю знищене під час Другої світової війни, і відновлено по її закінченні.

## Галерея

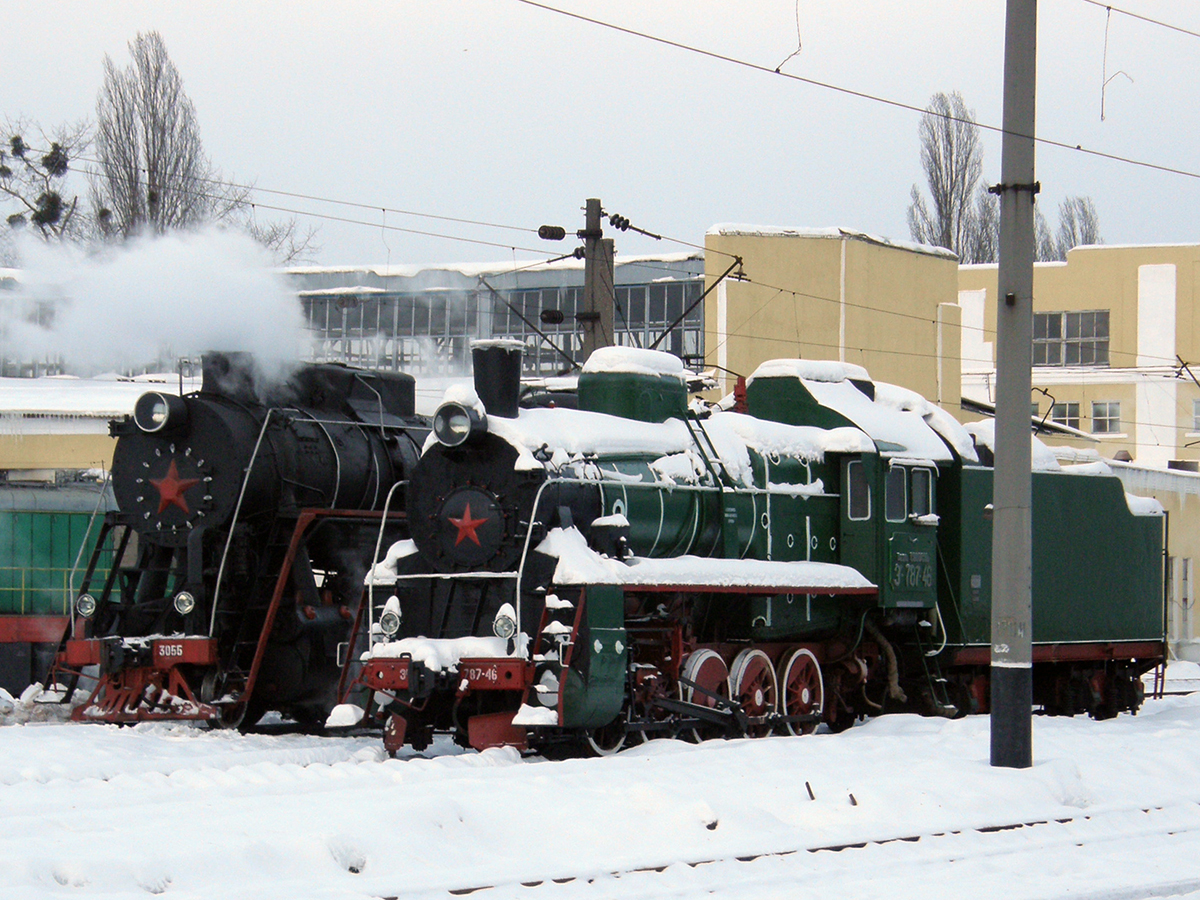
Паровози Эр−787-46 і за ним Л-3055
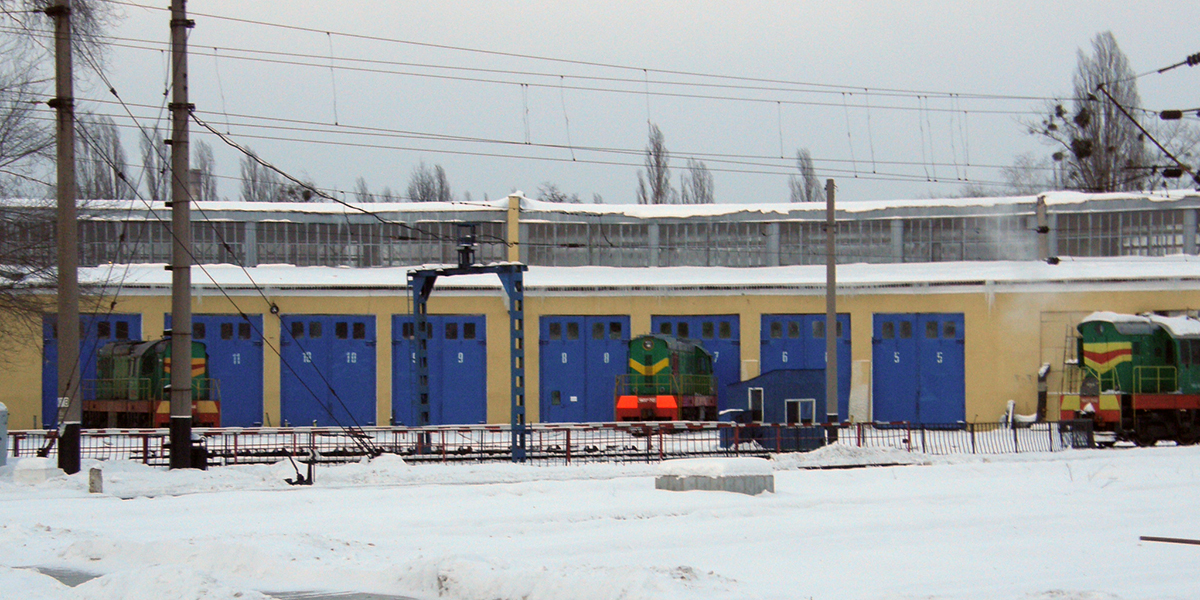
Поворотний круг, віялове депо і тепловози ЧМЕ3